# Sławomir Szymczak

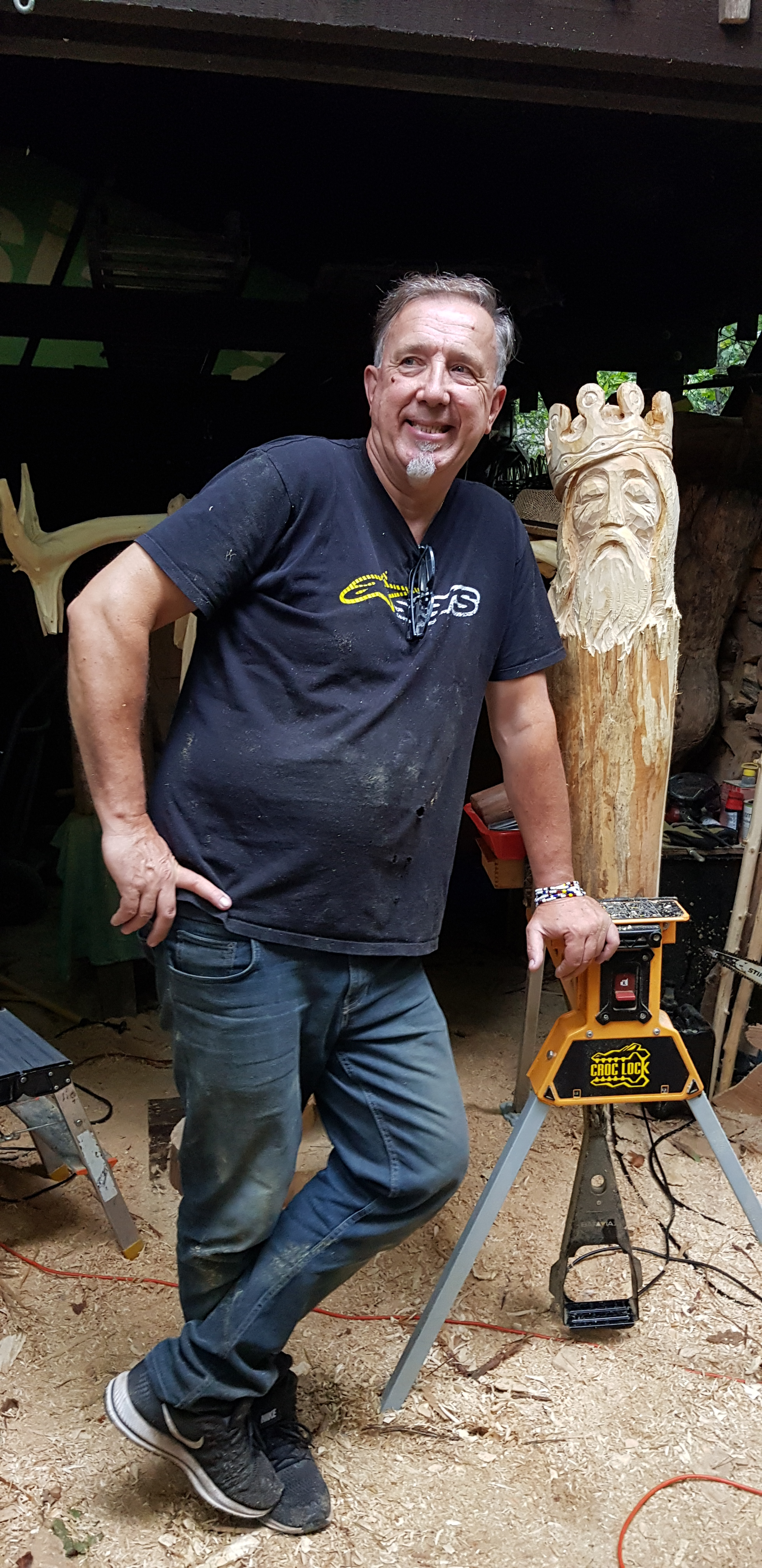

Sławomir Szymczak (ur. 1956) – polski koszykarz, występujący na pozycji obrońcy, medalista mistrzostw Polski. Po zakończeniu kariery sportowej dziennikarz, komentator głównie sportów motorowych i koszykówki, rzeźbiarz.

## Osiągnięcia

### Zawodnicze
- Brązowy medalista mistrzostw Polski (1976)
- Zdobywca pucharu Polski (1975)
- Finalista pucharu Polski (1976)